# Coptocephala zhaosuensis
Coptocephala zhaosuensis es un coleóptero de la familia Chrysomelidae.
Fue descrita científicamente en 1985 por Tan in Huang, Han & Zhang.